# Рибаков Юлій Андрійович
Юлій Андрійович Рибаков (рос. Юлий Андреевич Рыбаков; * 25 лютого 1946, Маріїнськ, Кемеровська область, Російська РФСР) — російський правозахисник, колишній депутат Державної Думи РФ, голова Підкомітету з прав людини, засновник журналу «Терра інкогніта», колишній політв'язень, член громадської комісії зі збереження спадщини академіка Андрія Сахарова.

## З життєпису
Народився в таборі для політв'язнів в сім'ї потомствених морських офіцерів. В 1974 закінчив художню школу, училище, пізніше навчався в інституті живопису, скульптури та архітектури імені Рєпіна.
В 1976 за участь в правозахисному русі та поширення книг Солженіцина, листівок і напис на стіні бастіону Петропавлівської фортеці «Ви розпинаєте свободу, але душа людини не знає кайданів» (разом з Олегом Волковим) був заарештований КДБ по 70-й («антирадянській») статті КК РРФСР і засуджений до 6 років позбавлення волі. В 1982 повернувся в Ленінград, вивчав юриспруденцію і право, у 1988 став одним з організаторів і керівників Ленінградського відділення партії «Демократичний Союз», який відкрито заявляв про ліквідацію монополії КПРС на владу і участь у формуванні демократичного ладу в Росії.
В 1990 був обраний депутатом Ленсовета, організувавлі першу державну Комісію з прав людини. У грудні 1993 був обраний депутатом в Державну Думу по 208-му Північно-східному округу Санкт-Петербурга від партії «Вибір Росії». У грудні 1995 був обраний депутатом в Державну Думу 2-го скликання по 206-му Адміралтейському округу Санкт-Петербурга від партії «Демократичний вибір Росії».
Після вбивства Галини Старовойтової очолював партію «Демократична Росія». Склав повноваження голови в жовтні 2000 року.
В 1999 вступив в СПС. У грудні того ж року переобрався депутатом Державної Думи 3-го скликання по 206 виборчому округу Санкт-Петербурга, набравши 21,35 %, перемігши в тому числі Олександра Невзорова. У січні 2002 вийшов з Союзу правих сил і став активно працювати в русі «Ліберальна Росія» під керівництвом С. Юшенкова.
У грудні 2003 в 4-й раз балотувався в Державну Думу по 206 виборчому округу Санкт-Петербурга, але не пройшов.

## Цікаві факти
- В серпні 2016 в Санкт-Петербурзі на стіні бастіону Петропавлівської фортеці невідомими знову був встановлений банер «Ви розпинаєте свободу, але душа людини не знає кайданів»[3].